# Niningerita
La niningerita es un mineral de la clase de los minerales sulfuros, y dentro de esta pertenece al llamado “grupo de la galena”. Fue descubierta en 1967 en un meteorito, en la República Autónoma de Najicheván (Azerbaiyán), siendo nombrada así en honor de Harvey H. Nininger, mineralogista norteamericano. Un sinónimo poco usado es su clave: IMA1966-036.

## Características químicas
Químicamente es un sulfuro simple de metal de magnesio, anhidro, que como todos los minerales sulfuros metálicos del grupo de la galena al que pertenece, cristalizan en el sistema cristalino cúbico.
Además de los elementos de su fórmula, suele llevar como impurezas: calcio, cinc y cromo.

## Formación y yacimientos
Se forma rara vez, en meteoritos de condritas de enstatita, metamorfizados.
Suele estar incrustado con intercrecimiento en otros minerales como la camacita y la troilita.